# Камподививо (Латина)
Камподививо је насеље у Италији у округу Латина, региону Лацио.
Према процени из 2011. у насељу је живело 291 становника. Насеље се налази на надморској висини од 127 м.